# Tithorea megara
Tithorea megara är en fjärilsart som beskrevs av Jean Baptiste Godart 1819. Tithorea megara ingår i släktet Tithorea och familjen praktfjärilar. Inga underarter finns listade i Catalogue of Life.